# 프리티콘
프리티콘(Freeticon)은 메이프렌즈(mayfriends)의 메이페이퍼(maypaper)에서 내놓은 무료 SNS 공용 이모티콘 및 캐릭터들 또는 캐릭터 사용 어플리케인션인 앱을 가리킨다. 특히 프리티콘 앱은 '아무도 못말리는 메이프렌즈'을 포함하는 메이프렌즈(mayfriends) 이모티콘 외에도, 재미있는 수많은 이모티콘을 무료로 사용할 수 있도록 제공하고있다. 프리티콘은 카카오톡, 네이버라인,통신사 문자메시지, 페이스북,네트워크 클라우드등 다양하고 폭넓은 소셜네트워크상에서 사용자가 쉽고 빠르게  첨부하려는 이모티콘을 선택하여 바로 갖다붙일수있는 퀵 메뉴를 제공한다. 이러한 컨텍스트(context)를 활요한 기능은 GUI상에서 여러 앱이나 응용프로그램들간에  편리하고 유용한 사용자 경험을 제공한다.

## 메이프렌즈 패밀리
남녀노소 모두가 사용할 수 있는 다양한 스타일의 프리(Free)하고 프리티(Pretty)한 프리티콘(Freeticon)에서 제공하는 캐릭터들로는 메이프렌즈(mayfriends)의 메이(may),크리스티앙,타샤,개집사(가브리엘),산토등이 있으며  패밀리로는 계라니,오 마이 지저스,치토 등 수준높은 그래픽이미지 캐릭터들이 모여있다.

## 같이 보기
- 카카오프렌즈
- 라인프렌즈
- 어밴드브이